# Król Valemon zaklęty w białego niedźwiedzia
Król Valemon zaklęty w białego niedźwiedzia (Kvitebjørn kong Valemon) – norweska baśń wydana jako nr 90. w zbiorze podań ludowych Norske Folkeeventyr Ny Samling (1871) Petera Christena Asbjørnsena i Jørgena Moe'a.

## Adaptacje filmowe
- O królu w niedźwiedzia zaklętym – norweski film fantasy z 1991 roku.